# Carolina de Manderscheid-Blankenheim
Carolina Felicidade Elgenberta de Manderscheid-Blankenheim (em alemão:  Karoline Felicitas Engelberte; Viena, 13 de novembro de 1768 — Viena, 1 de março de 1831) foi uma princesa de Liechtenstein por casamento. Foi a consorte de Aloísio I, com quem se casou em 16 de novembro de 1783 e com quem não teve filhos.
Carolina, porém, teve dois filhos com seu amante de longa-data, o capitão austríaco Franz von Langendonck. O filho deles, Carlos Luís, nascido no verão de 1793, foi titulado visconde de Fribert.